# ブレンダン・マローン
ブレンダン・マローン（Brendan Thomas Malone、1942年4月21日 - 2023年10月10日）は、アメリカ合衆国・ニューヨーク州ニューヨーク市出身のバスケットボール指導者。NCAAやNBAの各チームで長年に亘りコーチを務めた。
息子のマイケル・マローンもNBAの各チームでコーチを務めており、現在はデンバー・ナゲッツのヘッドコーチを務めている。

## 経歴
ブレンダン・マローンは、地元ニューヨーク州の大学を卒業後、選手としては活動せず、地元の高校からコーチ業を開始。1976年から1986年にかけてはフォーダム大学、イェール大学、シラキュース大学のアシスタントコーチを務め、ロードアイランド大学のヘッドコーチも務めた。
1986年にニューヨーク・ニックスにアシスタントコーチとして招かれNBA入り。1988年からはチャック・デイリーの下でデトロイト・ピストンズのアシスタントコーチを務め、1989年、1990年とNBA優勝を経験。1995年までピストンズのコーチを務めた。
1995年、当時カナダに新しく誕生したトロント・ラプターズのヘッドコーチに、ピストンズ時代に指導したアイザイア・トーマスGMからの誘いを受け、初代ヘッドコーチに就任。しかし、寄せ集めの即席チームを纏めることが出来ず、更にトーマスとは1995年のNBAドラフトで1巡目指名で獲得したデイモン・スタウダマイアーの起用法を巡って対立するなど、初のヘッドコーチ業は苦難の連続となり、結局は21勝61敗に終わり、シーズン終了後に解任された。
1996年から3年間は、ジェフ・ヴァン・ガンディの下でニューヨーク・ニックスのアシスタントコーチを務め、2000年から3年間はインディアナ・ペイサーズのアシスタントコーチとして、アイザイア・トーマスのサポート役を務めた。
2003-2004シーズンは、息子のマイケル・マローンと共にニューヨーク・ニックスのアシスタントコーチを務めた。
2004-2005シーズンはクリーブランド・キャバリアーズのアシスタントコーチを務めていたが、シーズン途中にポール・サイラスヘッドコーチが解任されたのを受け、暫定ヘッドコーチに昇格。しかし8勝10敗に終わり、シーズン全体でも42勝40敗でニュージャージー・ネッツと同率で直接対戦の関係でプレーオフ進出を果たせず退任。因みに父と入れ替わる形で、マイケルが翌シーズンからキャバリアーズのコーチに就任している。
2007年夏、スタン・ヴァン・ガンディがヘッドコーチに就任したオーランド・マジックのアシスタントコーチに就任。翌2009年プレーオフカンファレンスファイナルのクリーブランド・キャバリアーズ戦では、相手ベンチでコーチを務める息子マイケルとの "親子対決" が話題となった。
2013年、マイケルがヘッドコーチに就任したサクラメント・キングスのアソシエイトコーチに就任したものの、経営陣と対立し、シーズン開幕を待たずに退任。
2014年7月30日、スタン・ヴァン・ガンディが社長兼ヘッドコーチに就任したデトロイト・ピストンズのアシスタントコーチに就任した。
2023年10月10日に死去。81歳没。